# Epirusgroda
Epirusgroda (Pelophylax epeiroticus) är en art i familjen äkta grodor (Ranidae) som tillhör ordningen stjärtlösa groddjur.

## Utseende
Epirusgrodan är ljusgrön till olivgrön på ovansidan med oregelbundna, mörkgröna fläckar och ofta en ljusgrön mittlinje. Buken är vitaktig. Baklåren har mörka tvärränder, och bakfötterna har kraftig, gul simhud. Under parningstiden får hanarna mörka strupsäckar och mörka dynor på fötternas undersidor. Längden uppgår till mellan 6 och 8,5 cm för hanar, 6,5 till 10 cm för honor.

## Utbredning
Grodan finns i södra Grekland (bland annat ön Kerkyra) och västra Albanien.

## Vanor
Epirusgrodan är till stor del bunden till vatten, och förekommer i stillastående och långsamt flytande vatten som sjöar, dammar, träsk, långsamma vattendrag och kanaler från havsytans nivå upp till 500 m. Den föredrar vatten med riklig vegetation vid sidor och stränder. 

### Fortplantning
Fortplantningen sker i vatten under mars till april, då honan lägger mellan 2 000 och 3 000 ägg. Grodan hybridiserar med Rana balcanica och sjögroda.

## Status
Epirusgrodan är klassificerad som sårbar ("VU", underklassificering "B1ab(iii)"), framför allt på grund av det lilla och fragmenterade utbredningsområdet. Utdikningar i samband med urbanisering, turism, jordbruk, vattenföroreningar och storskalig jakt utgör också hot.